# Beau (televisieprogramma)
Beau was een Nederlands lateavondpraatprogramma van RTL 4, waarvan de eerste aflevering op maandag 2 september 2019 werd uitgezonden. Anno 2024 werd het programma uitgezonden op het tijdslot van 22.00 tot 23.15 uur op doordeweekse avonden, en in 2025 door de komst van LUBACH van 22.30 tot 23.30 uur. De presentatie was in handen van Beau van Erven Dorens. Sinds 2020 was het programma een coproductie van PilotStudio, ook verantwoordelijk voor Humberto, Renze en voorheen Jinek, in samenwerking met RTL.
Per september 2025 zal de individuele programmatitel Beau en Beau op Zondag komen te vervallen, want de lateavondpraatprogramma's van RTL gaan verder onder de gezamenlijke titel RTL Tonight. Het nieuwe programma zal worden geproduceerd door EndemolShine, waardoor de samenwerking met PilotStudio ten einde komt. Het nieuwe programma zal van zondag tot en met vrijdag te zien zijn met Van Erven Dorens, Klamer en Tan als vaste, wisselende gezichten.

## Uitzendingen
Het programma van Van Erven Dorens werd uitgezonden op werkdagen en wisselde de uitzendperiodes af met Humberto en Renze, gepresenteerd door Humberto Tan en Renze Klamer respectievelijk. Beau begon in september 2019 als opvolger van RTL Late Night met Twan Huys en werd in eerste instantie geproduceerd door Blue Circle. Nadat Eva Jinek in januari 2020 aan de slag ging voor RTL om daar haar programma Jinek in samenwerking met producent PilotStudio voort te zetten werd Beau overgeheveld naar die producent.
In het derde seizoen werd een nieuw uitzendtijdstip aangenomen, waardoor het programma evenals de andere RTL 4-praatprogramma's een half uur eerder wordt uitgezonden.
Van Erven Dorens moest de presentatie van zijn laatste twee afleveringen van zijn zesde seizoen, op 17 en 18 februari 2022, staken wegens een coronabesmetting. Tan verving hem.
De laatste uitzending van het programma werd afgesloten met een optreden van Typhoon, MICHA en Van Erven Dorens zelf die samen Laat me zongen.

## Studio en decor
Het praatprogramma werd uitgezonden vanuit Studio Artis in Amsterdam. Aanvankelijk startte het programma in een Amerikaanse late-nightopstelling, een desk met een bank ernaast. Nadat het programma een maand gedraaid had in deze setting kreeg het meerdere kritieken op het decor: zo zou de bank niet prettig zitten en zou de dynamiek aan een tafel beter zijn. Mede hierdoor werd de bank vervangen door een tafel met alle gasten eromheen.
Sinds 2020 deelden de vier en later drie RTL 4-praatprogramma's hetzelfde decor. Wel hebben de programma's hun eigen kleurstelling. Zo gebruikte Beau blauwe accentkleuren in het decor, terwijl Humberto oranje gebruikt en Renze geel.

### Publiek
Vanwege de uitbraak van het coronavirus in maart 2020 mocht er geen publiek meer bij praatprogramma's aanwezig zijn. In de week van 22 juni zond Beau voor het eerste vanuit de buitenlucht uit, op het terrein van Artis naast de studio. Nadat de maatregelen omtrent de coronapandemie waren afgeschaald keerde het publiek terug in de studio.

### Locatie
In de week van het Eurovisiesongfestival 2021, dat plaatsvond in Rotterdam Ahoy, zond Beau uit vanuit Kantine Walhalla op het Rotterdamse Katendrecht met The Kik als vaste huisband.
Op 30 mei 2022 werd de talkshow vanuit de Efteling uitgezonden, vanwege de zeventigste verjaardag van het attractiepark in Kaatsheuvel.

## Formule

### Amerikaanse opzet
In het eerste seizoen van het programma ontving Van Erven Dorens gasten met wie hij diverse actuele onderwerpen besprak. Ook haalde hij regelmatig maatschappelijk georiënteerde onderwerpen aan, zoals dakloosheid. 

### Aan tafel
In een interview met De Telegraaf vertelde Van Erven Dorens dat zijn praatprogramma vanaf het tweede seizoen dat op 4 mei 2020 begon - mede ingegeven door de ontstane crisis door het coronavirus - meer achter de gast van de dag aan zou gaan. Beau schoof daarmee meer in de richting van Jinek op, wat eerder ook bevestigd werd door producent Ewart van der Horst: 'In de kern zal er bij het programma van Jinek niet veel veranderen en daarna kijken we hoe we datzelfde met Van Erven Dorens kunnen laten ontstaan'. Politiek verslaggever Jaïr Ferwerda maakt sinds 2020 ook voor de andere RTL 4-praatprogramma's items vanaf onder meer het Binnenhof. Als afsluiting werd er een filmpje van LuckyTV uitgezonden. In 2023 werd Jeffrey Wirtz toegevoegd aan het programma als vaste sidekick voor dat seizoen en het volgende seizoen. Hij vulde het programma aan met wat hem opviel online, vaak in de vorm van een filmpje of viral. In het najaar van 2024, toen Beau terugkeerde op RTL 4, was dat zonder Wirtz. In plaats daarvan was Marc-Marie Huijbregts toegevoegd aan het programma als vaste sidekick aan tafel.

## Waardering
Op 4 mei 2020 startte het tweede seizoen van Beau met 848.000 kijkers. Gemiddeld genomen (op basis van de metingen gedaan door Stichting KijkOnderzoek) trok het programma op dit moment tussen de 900.000 en 1.200.000 kijkers. In de eerste week van het derde seizoen, dat startte op 9 november 2020, had Beau een weekgemiddelde van 1,042 miljoen kijkers, waarmee hij meer kijkers trok dan de talkshow Op1 van NPO 1, een trend die zich zowel in 2020 als in 2021 doorzette.